# Tjisse Stelpstra
Tjisse Stelpstra (Leeuwarden, 11 juni 1961) is een Nederlandse ambtenaar, politicus en bestuurder. Hij is lid van de ChristenUnie. van 29 april 2015 tot 12 juli 2023 was hij lid van de Gedeputeerde Staten van Drenthe.

## Biografie

### Opleiding en maatschappelijke loopbaan
Stelpstra studeerde tot 1987 rechtsgeleerdheid aan de Rijksuniversiteit Groningen en studeerde af in het staatsrecht. Na zijn opleiding ging hij tot 1995 werken als jurist en later hoofd juridische en bestuurlijke zaken bij de gemeente Langedijk. Van 1995 tot 2000 werkte hij als hoofd juridische zaken en later hoofd bestuurlijke organisatie en strategie bij de provincie Noord-Holland.
Vanaf 2000 ging Stelpstra werken als gemeentesecretaris bij de gemeente Midden-Drenthe en vanaf 2013 was hij voorzitter van het college van bestuur van de Stichting Gereformeerde Scholengroep in Groningen. Onder deze scholengemeenschap behoren het Gomarus College en het ROC Menso Alting.

### Politieke loopbaan
Voor de totstandkoming van de ChristenUnie was Stelpstra lid van het GPV. Namens het GPV was hij van 1991 tot 1995 lid van de Provinciale Staten van Noord-Holland en was hij fractievoorzitter van de lijstverbinding GPV/RPF/SGP. Vanaf 2007 tot 2011 was hij namens de ChristenUnie commissielid van Drenthe en van 2011 tot 2015 lid van de Provinciale Staten van Drenthe en Christenunie-fractievoorzitter.
Sinds april 2015 is Stelpstra gedeputeerde van Drenthe. Van 2015 tot 2019 had hij in zijn portefeuille Ruimtelijke ordening, Wonen, Klimaat en energie, Milieu, lucht en bodem, RSP Emmen en Assen, Handhaving, Dagelijks bestuur SNN en was hij 4e loco-commissaris van de Koning. Sinds 2019 heeft hij in zijn portefeuille Klimaat, Energie, Regionale Energie Strategie (RES), Milieu, bodem en ondergrond, Personeel & Organisatie, Europa, Duitslandagenda en is hij 5e loco-commissaris van de Koning.

### Persoonlijk
Stelpstra is gehuwd en heeft twee dochters. 